# 神机制敌太白阴经
《神机制敌太白阴经》是中国古代的一部综合性的军事著作。

## 题解
《神机制敌太白阴经》又称《太白阴经》。中国古人认为太白星主杀伐，因此多用来比喻军事，《太白阴经》的名称由此而来。作者为唐朝的李筌。

## 评价
此书内容丰富，李筌在进书表中称：“人谋、筹策、攻城、器械、屯田、战马、营垒、阵图、囊括无遗，秋毫毕录。其阴阳天道，风云向背，虽远人事，亦存而不忘。”，后人非常重视。

## 版本
版本源流梳理：
https://www.shuge.org/meet/topic/140664/ （页面存档备份，存于）
旧时常见本：
- 《墨海金壶丛书》本
- 《守山阁丛书》本
- 《长恩书室丛书》本
- 《半亩园丛书》本
- 《文渊阁四库全书》本

## 体例
除《四库全书》为8卷外，其他版本都是10卷。

## 参看
- 李筌